# Resava (Fluss)
Die Resava (serbisch-kyrillisch Ресава) ist ein Fluss im Zentrum Serbiens. Sie durchfließt die Städte Despotovac und Svilajnac im Bezirk Pomoravlje und mündet bei letztgenannter nach 65 Kilometern in die Morava.
Die dortige historische Region, ein bedeutendes Kloster, die Resava-Schule, die Kohlebergwerke REMBAS sowie die Resava-Höhle haben ihren Namen nach dem Fluss.

## Lauf
Die Resava entspringt am Berg Beljanica in den Homolje-Bergen östlich von Despotovac. Nicht weit unterhalb ihrer Quelle befinden sich mit dem Wasserfall Veliki buk und der Resava-Höhle beliebte Ausflugsziele. Bevor sie die erste Stadt erreicht, durchfließt die Resava auf etwa 25 Kilometern Länge eine bis zu 400 Meter tiefe Schlucht. Kurz vor Despotovac befindet sich an ihrem Ufer das Kloster Manasija, in dem Stefan Lazarević begraben ist. Zwischen Despotovac und Svilajnac befindet sich im Flusstal das Kohlerevier REMBAS. 
Die nach dem Fluss benannte Region gliedert sich in zwei Teile: Während Gornja Resava („Ober-Resava“) hügelig bis gebirgig und stärker bewaldet ist, gehört Donja Resava („Nieder-Resava“) bereits zu den Ausläufern der Pannonischen Tiefebene und wird intensiv landwirtschaftlich genutzt. Das Einzugsgebiet der Resava umfasst 685 km².